# Gralha-indiana
Gralha-indiana (nome científico: Corvus splendens) é uma espécie de ave que pertence à família dos corvídeos.
Seu nome popular em língua inglesa é "house crow".

## Distribuição
Tem uma ampla distribuição no sul da Ásia, sendo nativo do Nepal, Bangladesh, Índia, Paquistão, Sri Lanka, Ilhas Maldivas, sudoeste da Tailândia e litoral sul do Irã.